# TD Ameritrade

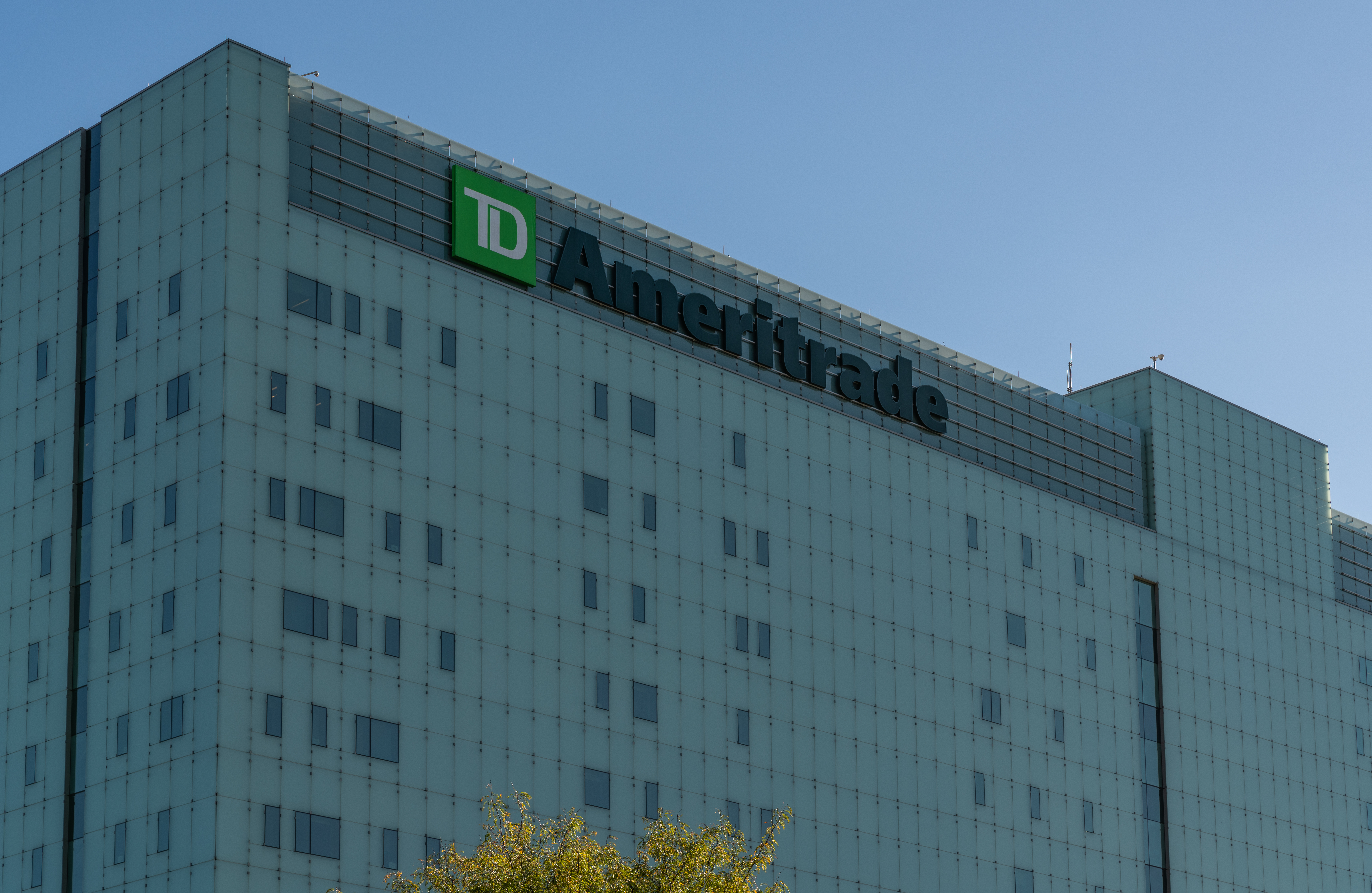
Колишня корпоративна штаб-квартира компанії в Омасі, штат Небраска

TD Ameritrade — американська біржова брокерська фірма, яка пропонує електронну торгову платформу для торгівлі фінансовими активами, включаючи звичайні акції, привілейовані акції, ф'ючерсні контракти, фонди, що торгуються на біржі, форекс, опціони, криптовалюту, пайові фонди, інвестиції з фіксованим доходом, маржинальне кредитування та послугу управління готівкою. Компанія отримує дохід від процентних доходів за залишками маржі, комісіями за виконання замовлення та оплатою за замовлення.
Компанія була заснована як Ameritrade в 1971 році. У 2006 році вoнa придбала операції TD Waterhouse у банку Торонто-Домініон і була перейменована в TD Ameritrade. «Charles Schwab Corporation» придбав компанію TD Ameritrade у 2020 році. Компанія є дочірньою компанією Charles Schwab Corporation, і її послуги та рахунки будуть інтегровані з послугами Schwab до 2023 року. Її операції перебувають у процесі переміщення до штаб-квартири Schwab у Вестлейку, штат Техас.